# Ибрахим ибн аль-Махди
Ибрахи́м ибн аль-Махди (779 — 839) — представитель династии Аббасидов, сын халифа Мухаммада ибн Мансура аль-Махди, брат Харун ар-Рашида. Был известен как поэт и музыкант.
Халиф Аль-Мамун после своего прихода к власти в 813 постоянно проживал в Мерве и опирался в основном на выходцев из восточных провинций. Стремясь вызвать симпатии шиитов, он провозгласил своим преемником одного из Алидов — Али ар-Рида, что вызвало возмущение суннитов-традиционалистов, а также членов аббасидской династии. После смерти Али ар-Рида в 818 Мамун отказался от прошиитской политики.
В 817 жители Багдада подняли восстание против халифа Аль-Мамуна. Восставшие провозгласили халифом Ибрахима ибн аль-Махди. В 819 после нескольких месяцев осады Аль-Мамун овладел Багдадом, а Ибрахим ибн аль-Махди бежал. Впоследствии был прощён Мамуном. Этот случай описан в «Тысяче и одной ночи» в «Рассказе об Ибрахиме ибн аль-Махди». Также выступает протагонистом в «Рассказе об Ибрахиме и невольнице», в котором повествует аль-Мамуну об истории с женитьбой.
О нём говорили как об одном из самых одарённых музыкантов его времени; по некоторым сведениям, Ибрахим обладал очень большим вокальным диапазоном.